# اس.اف. براونریگ
اس. اف. براونریگ (انگلیسی: S. F. Brownrigg؛ ۳۰ سپتامبر ۱۹۳۷ – ۲۰ سپتامبر ۱۹۹۶) یک کارگردان فیلم، تهیه‌کننده فیلم اهل ایالات متحده آمریکا بود.
از فیلم‌ها یا مجموعه‌های تلویزیونی که وی در آن‌ها نقش داشته‌است می‌توان به تفاله زمین و فراموش‌شده اشاره نمود.